# Czosnek niedźwiedzi
Czosnek niedźwiedzi (Allium ursinum L.) – gatunek rośliny z podrodziny czosnkowych z rodziny amarylkowatych. Rośnie dziko w runie wilgotnych lasów liściastych, często w postaci rozległych łanów. Występuje na terenie Europy, na wschodzie po Ural i Kaukaz, w Europie jest też uprawiany. W Polsce częsty na południu, rzadszy na północy – na stanowiskach naturalnych objęty jest ochroną częściową. Gatunek wykorzystywany jest od dawna jako roślina jadalna, lecznicza i ozdobna. Ma właściwości lecznicze podobne do czosnku pospolitego, a przy tym wyróżnia się atrakcyjnym ulistnieniem i kwiatami. Jadalne są wszystkie części rośliny.

## Rozmieszczenie geograficzne
Gatunek o zasięgu obejmującym rozległe obszary Europy. Na zachodzie występuje od Wysp Brytyjskich, Francji i Pirenejów, z nielicznymi stanowiskami na Półwyspie Iberyjskim, na północy sięga po równoleżnik 64° N w Norwegii i 60°30′N w Finlandii. Na południu zasięg obejmuje południową Francję (w tym Korsykę), Włochy (w tym Sycylię), północną Grecję. Rośnie w rozproszeniu w krajach bałtyckich. We wschodniej Europie rośnie na Białorusi, na Ukrainie i w zachodniej Rosji. Izolowane, pojedyncze stanowiska wysunięte najdalej na wschód ma w paśmie środkowym gór Ural. Licznie rośnie w zachodnim Kaukazie, bardzo rzadki jest na Kaukazie Północnym i w Azji Mniejszej.
Obszar, w którym czosnek występuje najobficiej, znajdując optymalne warunki rozwoju obejmuje zachodnie Niemcy, kraje Beneluksu i przyległe rejony Francji.
W Polsce spotykany jest na całym terenie, głównie jednak w Sudetach, Karpatach, na Pogórzu i na przyległych wyżynach, gdzie jest dość pospolity. Na niżu występuje na bardzo rozproszonych stanowiskach, zwłaszcza rzadki jest w obszarze od ziemi lubuskiej, przez Wielkopolskę, Mazowsze po Podlasie. Rośnie nieco częściej w obrębie pojezierzy pomorskich i mazurskich.
Nie rośnie w górach powyżej 1900 m n.p.m. W Polsce najczęściej na wysokościach między 300 i 700 m n.p.m., najwyżej na wysokości 1150 m n.p.m. na stokach Babiej Góry oraz na wysokości 1150–1220 m n.p.m. na północno-wschodnich zboczach Zadniej Kopki w Tatrach Zachodnich.

## Morfologia

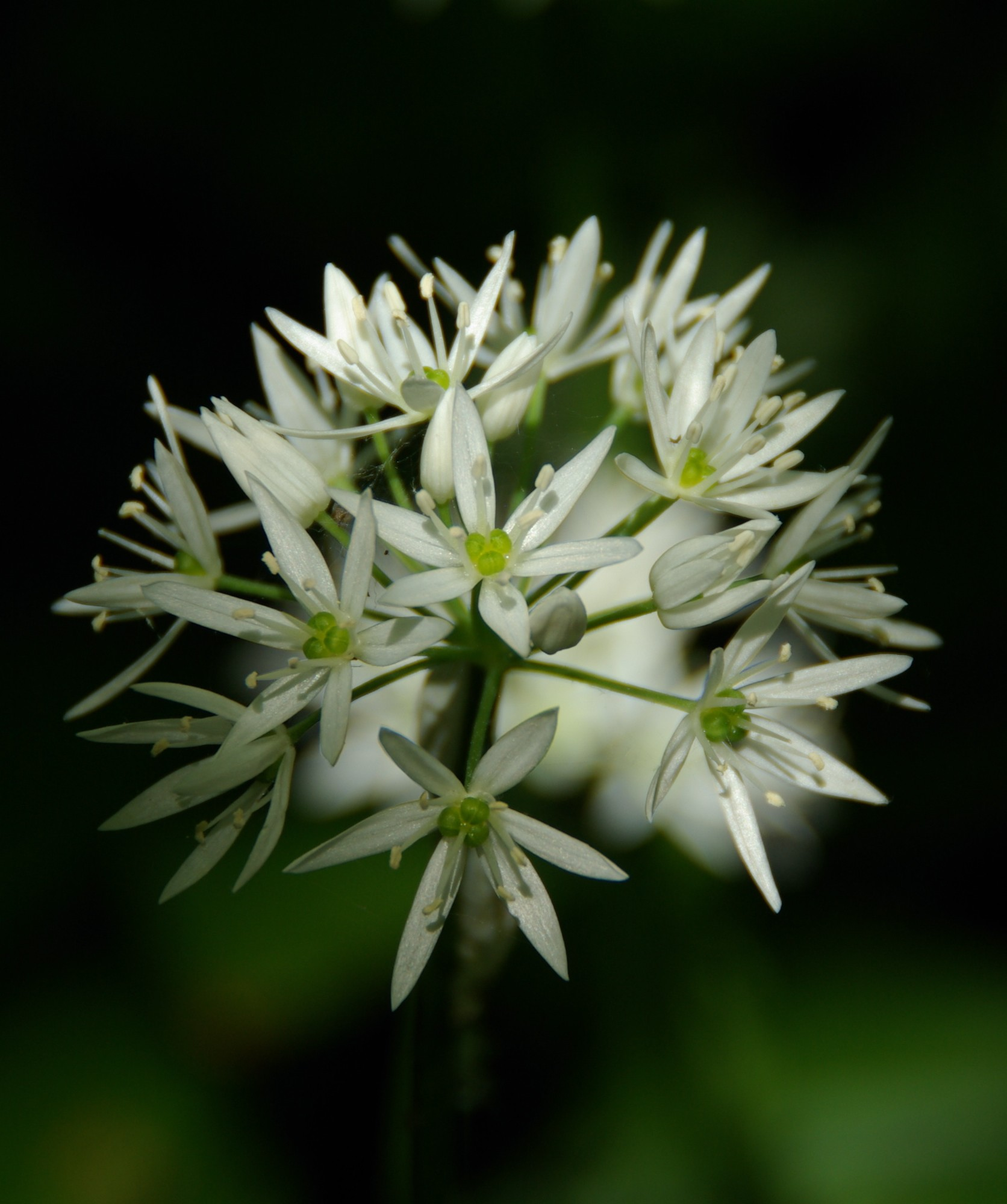
Kwiatostan

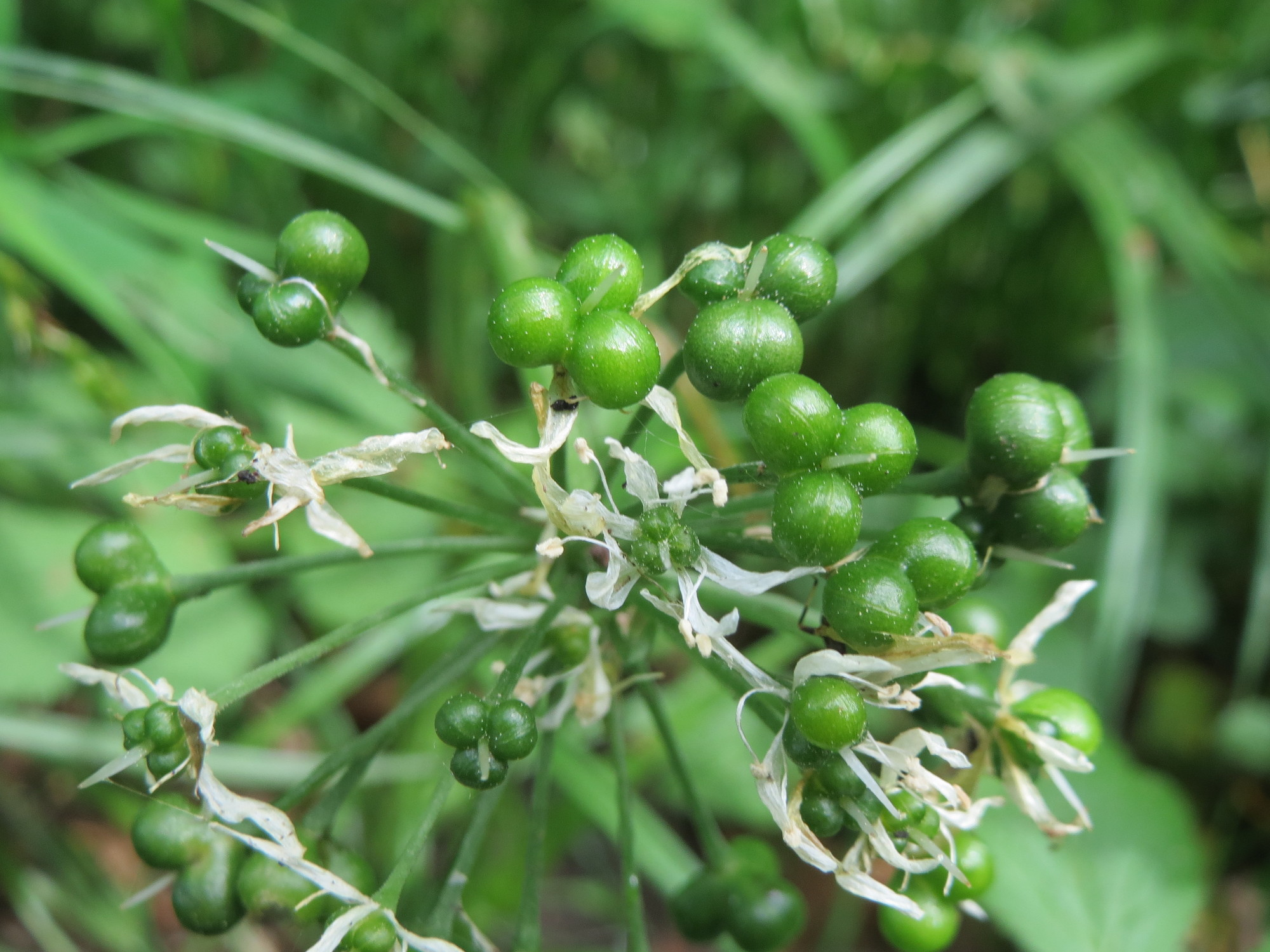
Owocowanie
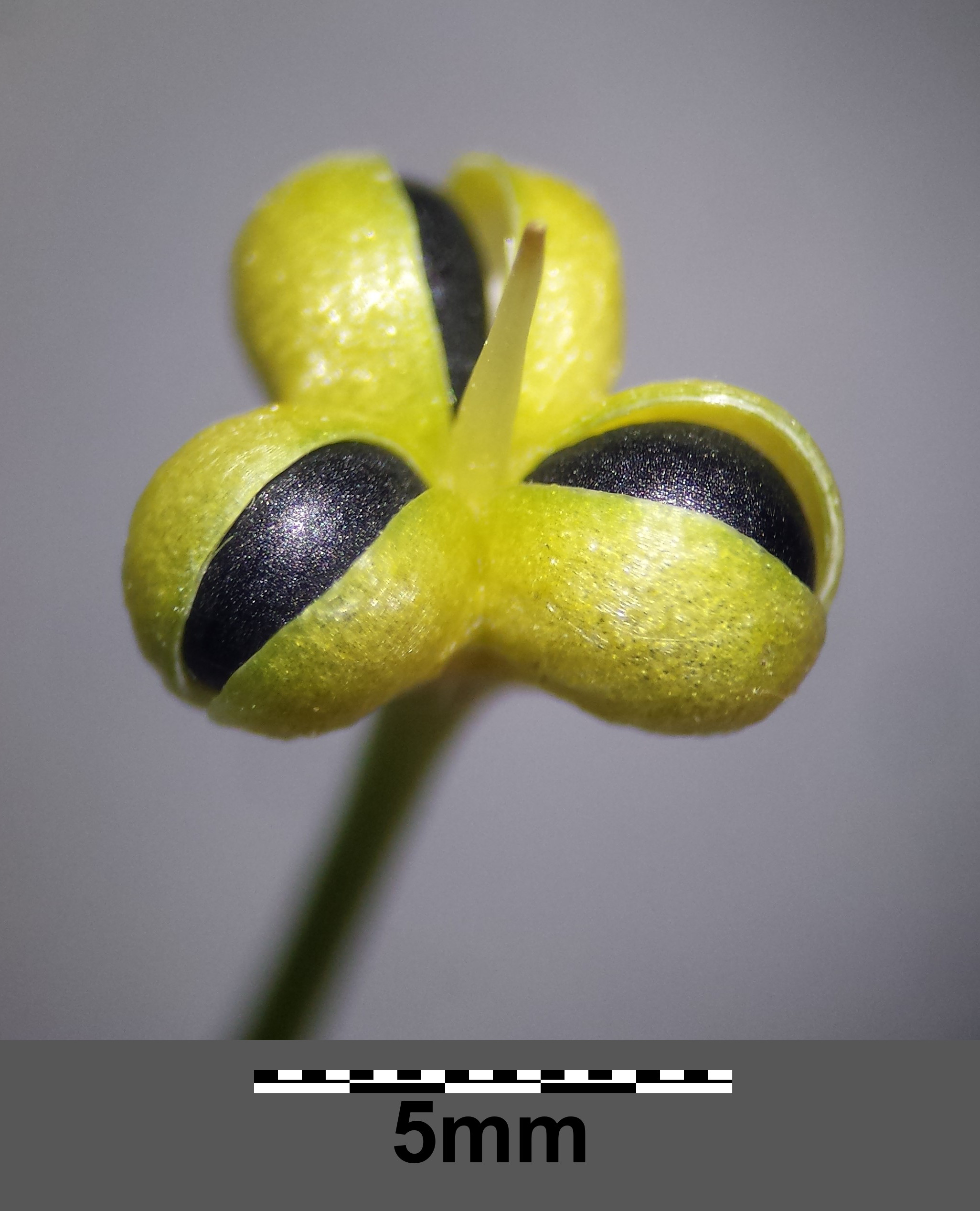
Owoc
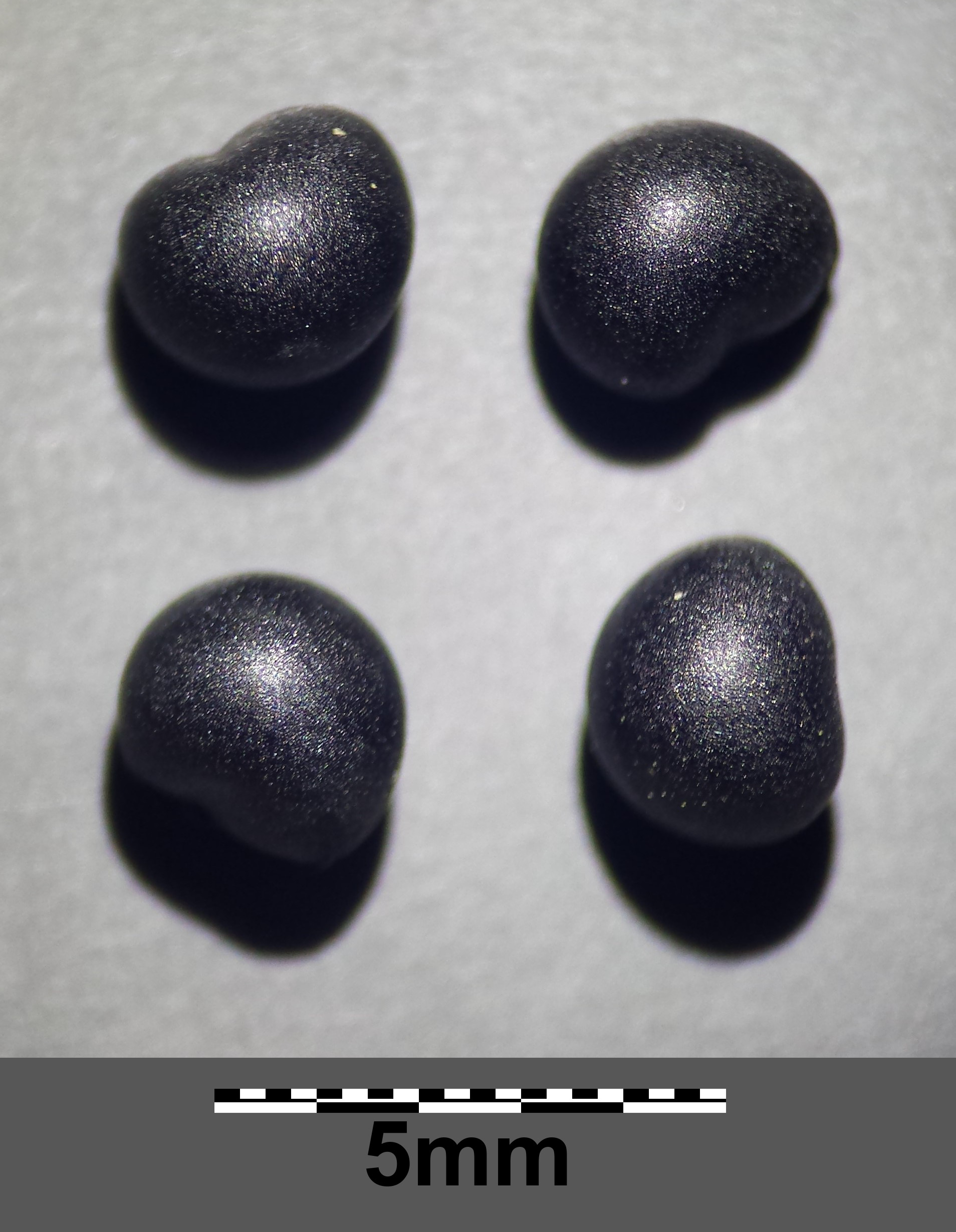
Nasiona
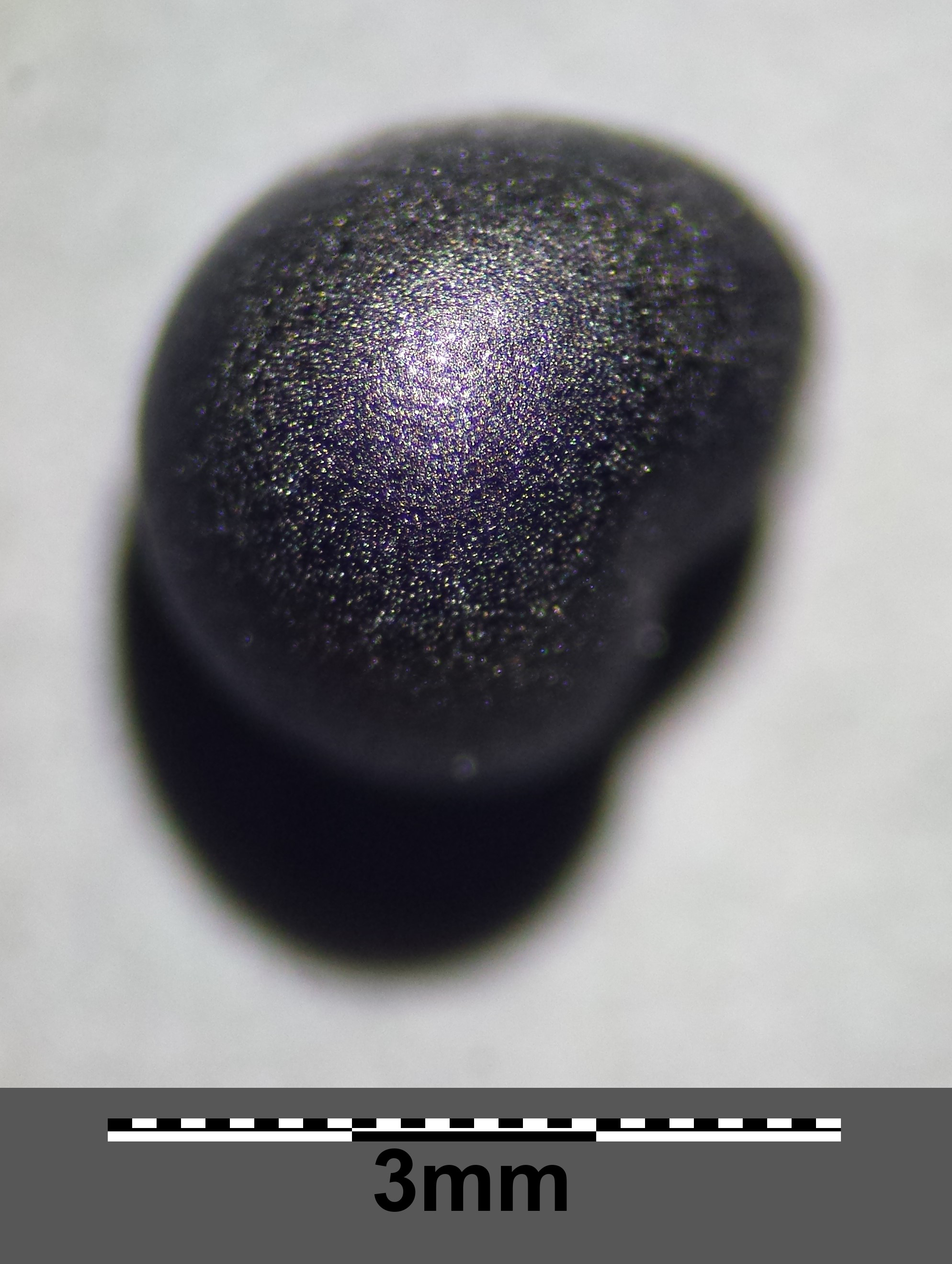
Nasiono

PokrójRoślina osiąga wysokość 20–50 cm. Rośnie w płatach, czasami tworzy duże, zwarte łany.
Organy podziemneCebula wąska, długa na 1,5–5,5 cm (najczęściej 2–4,5 cm); stanowi zgrubiałą nasadę ogonka liściowego górnego liścia. U silnie rosnących roślin powstają czasem w ciągu sezonu dwie cebule z nabrzmiałych ogonków dwóch górnych liści. Młoda cebula na początku roku jest gładka, z nielicznymi włóknami u nasady. Rozwój potomnej cebuli powoduje zamianę starej w postrzępioną masę włóknistą, co następuje w czasie kwitnienia. W dolnej części cebuli spichrzowa część ogonka liściowego otacza bardzo skrócony pęd. Z jego dolnego końca wyrasta kilka (zwykle do 10) cienkich korzeni płytko rozrastających się mniej więcej poziomo w warstwie przypowierzchniowej gleby (do 3 cm głębokości), oraz 2–3 tęższe korzenie kurczliwe rosnące niemal pionowo w dół. Te ostatnie mają za zadanie wciąganie cebuli w głąb podłoża, i często na końcach są nieco zgrubiałe. Wszystkie korzenie są słabo rozgałęzione i osiągają do ok. 30 cm długości.
LiściePierwszy liść rozwija się po przeciwnej stronie pędu w stosunku do szypuły kwiatostanowej wyrastającej w poprzednim sezonie wegetacyjnym. Tworzy niewielką, bezbarwną pochwę, chroniącą kolejne liście podczas ich wzrostu przez glebę. Z jego kąta wyrasta też pęd kwiatostanowy. Liście asymilacyjne są odziomkowe, zazwyczaj dwa, czasem trzy lub jeden. Długoogonkowe, z blaszką kształtu eliptyczno-lancetowatego, zaostrzoną na końcu i zbiegającą u nasady, długą na ok. 25 cm, szeroką na 2–6 cm, płaską, cienką, o soczyście zielonej barwie. Ogonki są skręcone w części podziemnej, w wyniku czego morfologicznie dolna, ciemniejsza powierzchnia liści skierowana jest ku górze.

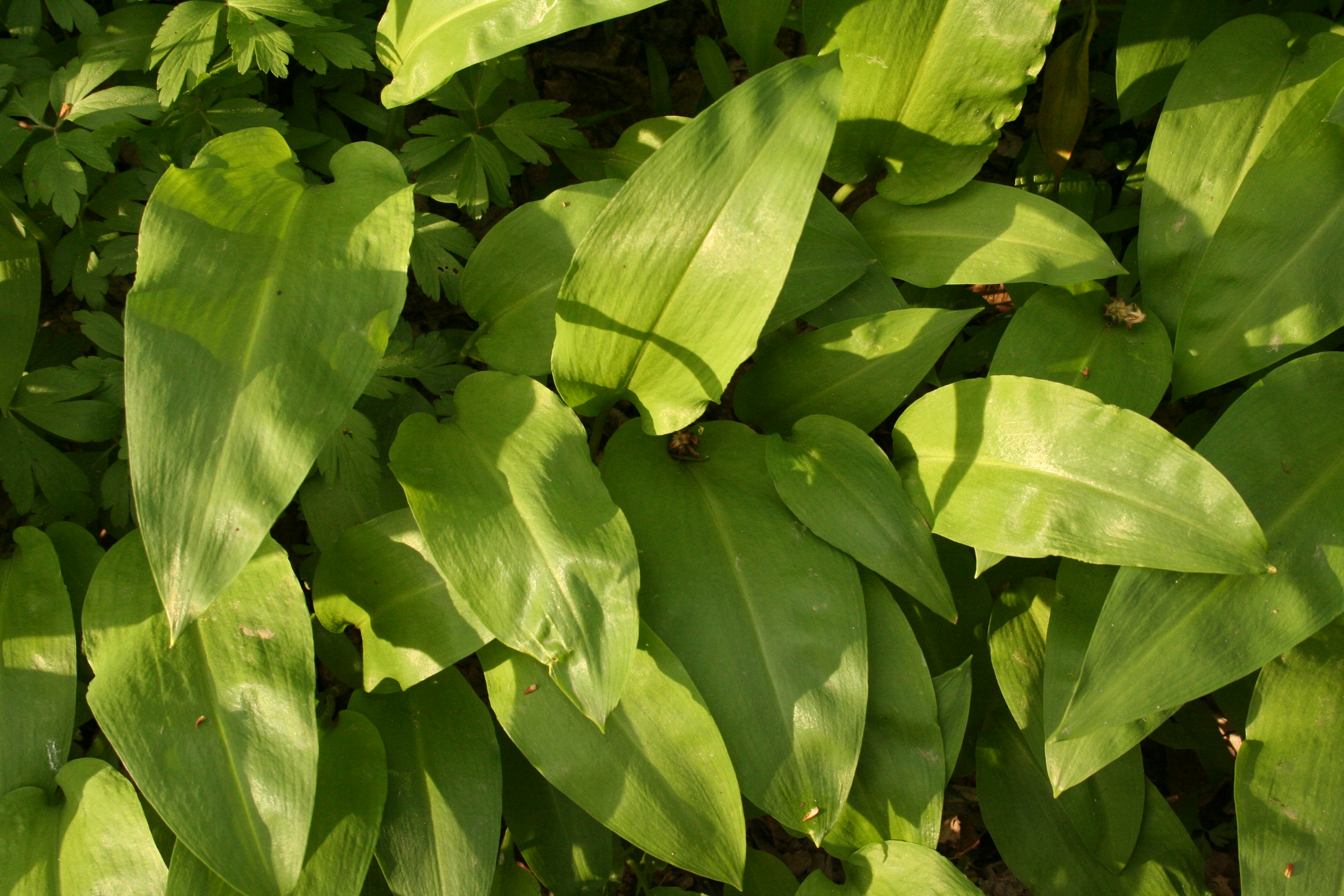
Liście
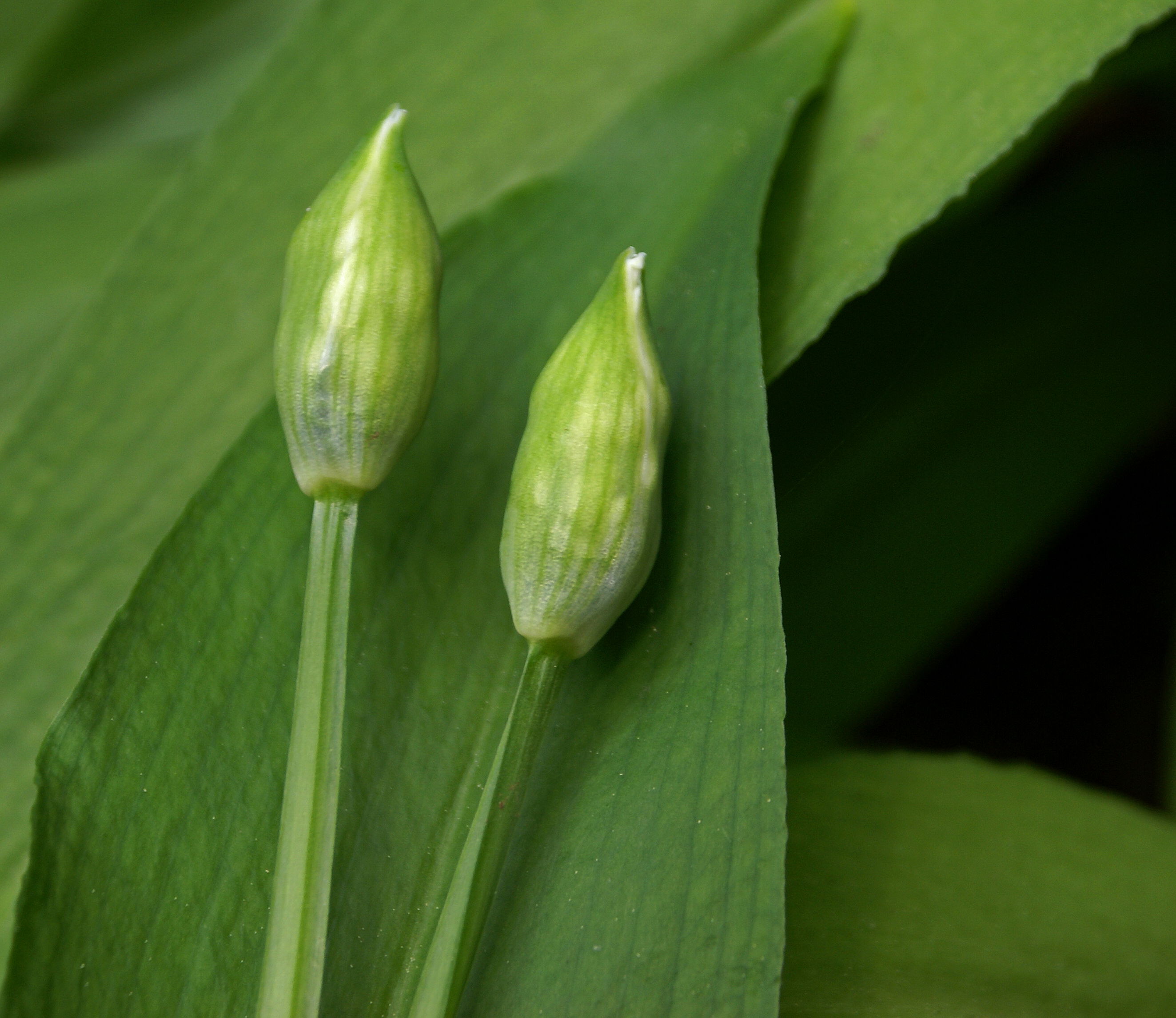
Pąki kwiatostanowe
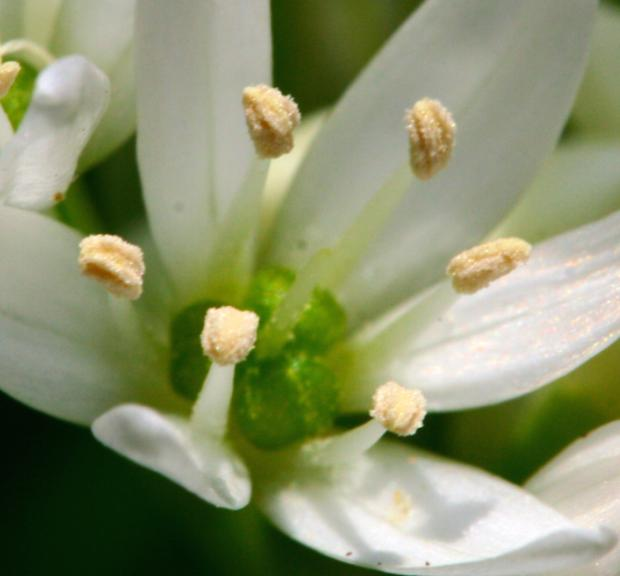
Kwiat

Szypuła kwiatostanu (głąbik)Prosto wzniesiona, pełna, trójkanciasta i bezlistna. Osiąga wysokość 15–50 cm i jest dłuższa od liści.
KwiatyZebrane po 3 do 30 (najczęściej 13–24) w płaskokulisty, dość luźny baldach pozorny na szczycie głąbika. Przed rozwinięciem kwiatostan osłonięty jest błoniastą okrywą złożoną z 2–3 podłużnie jajowatych, cienkich, białych listków, które opadają zaraz po przekwitnieniu. Kwiaty na szypułkach długości 10–15 mm, białe o średnicy ok. 2 cm. Okwiat tworzy 6 rozpostartych, wąskolancetowatych działek o długości 7–12 mm. Pręcików jest 6, krótszych od działek, o nitkach długości ok. 7 mm. Słupek z trójkomorową zalążnią i miodnikami w środkowej części, występującymi wzdłuż przegród. Wydzielany przez nie nektar gromadzi się u nasady pręcików.
OwocPękająca torebka, składająca się zwykle z trzech kulistawych komór (rzadko są 2, 4 lub 5), w każdej znajduje się jedno lub dwa nasiona. Nasiona są kulistawe, o średnicy 2–3 mm, czarne. Średnia masa nasiona wynosi 5,4 ±0,7 mg.
- Owocowanie
- Owoc
- Nasiona
- Nasiono

Rośliny podobneW Europie Środkowej jeszcze tylko czosnek siatkowaty Allium victorialis ma podobnie szerokie, lancetowate liście, ale rośnie on w górach, kwiaty ma zebrane w kulistawy baldach, zielonkawobiałe z krótszym okwiatem (tylko do 5 mm długości). Żadne inne rośliny o podobnych liściach (np. konwalia, zimowit, ciemiężyca) nie posiadają z kolei wyraźnego, czosnkowego zapachu, zawsze obecnego u czosnku niedźwiedziego.

## Biologia

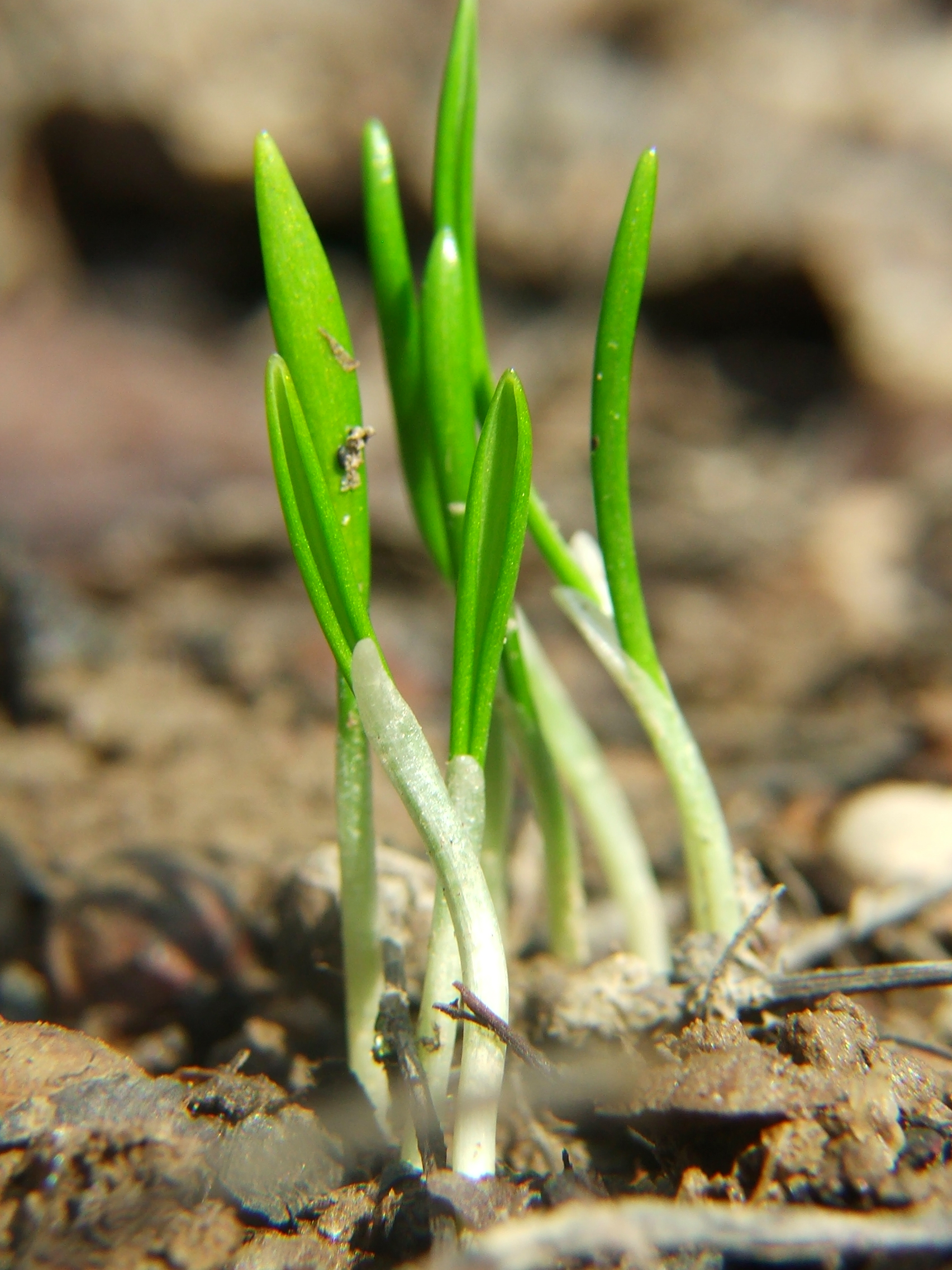
Młode liście wyrastające z cebul w końcu marca

### Rozwój
Bylina, geofit cebulowy. Wzrost korzeni jest najbardziej intensywny jesienią i na początku wiosny. Nowe liście pojawiają się nad ziemią między końcem lutego a początkiem kwietnia (w zależności od warunków klimatycznych). Dzięki temu roślina korzystać może z dostatecznej ilości światła wobec braku listowia w warstwie koron drzew. Z kolei późną wiosną rozwijające się liście drzew chronią czosnek przed nadmiernym nasłonecznieniem i zapewniają odpowiednie warunki wilgotnościowe na dnie lasu.
Kwitnąć zaczynają rośliny w wieku 3 lub 4–5 lat. Później kwitnienie i owocowanie jest już coroczne, o ile warunki siedliskowe na to pozwalają. Cebule wciągane przez korzenie kurczliwe u dziesięcioletnich roślin rosnących w bardzo pulchnej glebie znajdowane były na głębokości do 27 cm. Rośliny starzeją się i przestają kwitnąć w wieku lat 7–8. Maksymalny czas życia poszczególnych roślin wynosi 8–10 lat, przy czym występują jeszcze trzy wcześniejsze okresy zamierania roślin: w fazie zarodkowej w wyniku autolizy nasion w okresie ich spoczynku, podczas wciągania cebuli w głębsze warstwy gleby przez korzenie kurczliwe.
Czosnek niedźwiedzi rośnie w dużych zagęszczeniach, często na rozległych powierzchniach. Na 1 m² w obrębie stanowiska naliczono ponad 1900 małych roślin, 331 średnich i 63 duże, przy czym większość z nich uznano za wyrosłe z nasion. Na 1 m² przy 156 owocujących baldachach zarejestrowano powstanie ponad 9 tys. nasion, a maksymalnie udokumentowano wytwarzanie 10 tys. nasion przez rośliny rosnące na 1 m². Średnio na jednym ze stanowisk powstawały 2692 nasiona na 1 m².
KwitnienieCzosnek niedźwiedzi kwitnie od kwietnia do czerwca, najintensywniej w maju. W wyższych położeniach kwitnie później: najwyżej znaleziony płat czosnku niedźwiedziego na stoku Zadniej Kopki w Tatrach Zachodnich w 1985 r. zaczynał przekwitanie dopiero 17 lipca. Kwiaty zapylane są przez trzmiele i muchy. Jednak gdy nie dojdzie do zapylenia krzyżowego, co zdarza się prawdopodobnie często, następuje samozapylenie – niezapylony słupek wygina się dotykając pręcików. Dzięki temu dochodzi do zapłodnienia i wytworzenia nasion również wtedy, gdy kwiatów nie odwiedziły owady.
Rozprzestrzenianie sięOwoce i nasiona dojrzewają w czerwcu i lipcu, nieco później u roślin rosnących na wystawie północnej, albo w latach chłodniejszych. Wraz z nadejściem lata nadziemne części roślin w krótkim czasie więdną i obumierają, przy czym w miejscach wilgotnych pozostają zielone 2–3 tygodnie dłużej. Nasiona w większości spadają w bezpośrednim sąsiedztwie rośliny macierzystej. W łupinie nasiennej mają zgromadzony tłuszcz tworzący elajosom. Według niektórych źródeł stanowi on pożywienie mrówek, które przyczyniają się do transportu nasion (myrmekochoria). W istocie jednak mrówki nie przenoszą diaspor czosnku. Transportowane są one wraz z cząstkami gleby przylepiającymi się do kończyn zwierząt i człowieka. Ponieważ zdarza się to rzadko i większość nasion kiełkuje w pobliżu rośliny macierzystej, gatunek ma specyficznie chaotyczny, płatowy typ rozmieszczenia. Nasiona bywają także transportowane przez wodę, co może odgrywać istotną rolę w lasach zalewowych.
Roślina rozmnaża się głównie przez nasiona. Tylko u silnie rosnących roślin, u których w jednym sezonie rozwijają się trzy liście – powstać mogą dwie cebule potomne.
Rozwój siewek i młodych roślinNasiona kiełkują zwykle dopiero po 14 miesiącach, rzadko w tym samym roku (od listopada do kwietnia). Zarodek jest krótki i niemal prosty. Kiełkowanie jest hipogeiczne. Liścień jest zredukowany do bezbarwnej, szerokiej na ok. 1 mm pochwy, z której kąta wyrasta krótka szypułka długości ok. 1 mm na której osadzona jest kulista łupina nasienna. Hipokotyl osiąga 1–2 mm długości, jest gładki i zielny. Pierwszy liść jest także bezbarwny i pochwowaty, i dopiero kolejny jest zielony, równowąskolancetowaty do 3 cm długi o do 5 mm szeroki, na szczycie zaostrzony. Podobnie jak kolejne 1-2 wąskie liście, szybko odpada. Kolejny liść ma wąską blaszkę liściową, a nasada jego ogonka tworzy pierwszą, niewielką cebulkę. Śmiertelność w ciągu pierwszych dwóch lat życia wynosi 21%. W drugim lub trzecim roku rozwijają się korzenie kurczliwe (rosnące pionowo, wciągające cebulę w głąb gleby) i roślina w większym stopniu narażona jest na atak nicieni i owadów. W sumie wiek reprodukcyjny osiąga od 1 do 10% siewek.

### Cechy fitochemiczne
Cała roślina wydziela silny, charakterystyczny czosnkowy zapach. Ziele zawiera do 0,007% olejku eterycznego (zwanego ursaliną), którego składniki – siarczki i wielosiarczki alkilowe – odpowiadają za specyficzny aromat. Gatunek należy do grupy czosnków, w których głównymi związkami tej grupy są alliina i methiina (metylo-alliina), mniejszą rolę odgrywają: isoalliina, propiina i ethiina. Poza tym olejek zawiera m.in. wielosiarczki dwuwinylowe i tiole. Skład chemiczny olejku jest bardzo zmienny w zależności od miejsca i czasu zbioru. W cebulach znajduje się od 2,7 do 7,7 mg% kwasu askorbinowego. Ziele zawiera także szereg flawonoidów glikozydowych, związków fenolowych, saponin steroidowych, lektyny, cebula obfituje w polisacharydy (zwłaszcza fruktany) i kwasy tłuszczowe (palmitynowy, oleopalmitynowy, linolowy, oleinowy, stearynowy, α-linolenowy i mirystynowy). Z makro- i mikroelementów czosnek niedźwiedzi wyróżnia się wysoką zawartością magnezu (7,0 mg/kg), manganu (1,6 mg/kg) i żelaza (230 mg/kg). Cechuje się także znaczną ilością adenozyny (120 mg/kg).
Olejek wydzielany przez rośliny rosnące w naturze zawiera tak wiele związków siarki, że to właśnie nad czosnkiem niedźwiedzim zarejestrowano największą emisję tego pierwiastka spośród wszystkich roślin.
Przynajmniej dla części ssaków jest to roślina trująca. Do bardzo wrażliwych na zatrucia tym gatunkiem należą psy.

### Genetyka
Liczba chromosomów 2n=14. W Europie Zachodniej stwierdzono bardzo nikłe zróżnicowanie genetyczne nawet między odległymi populacjami.

## Ekologia

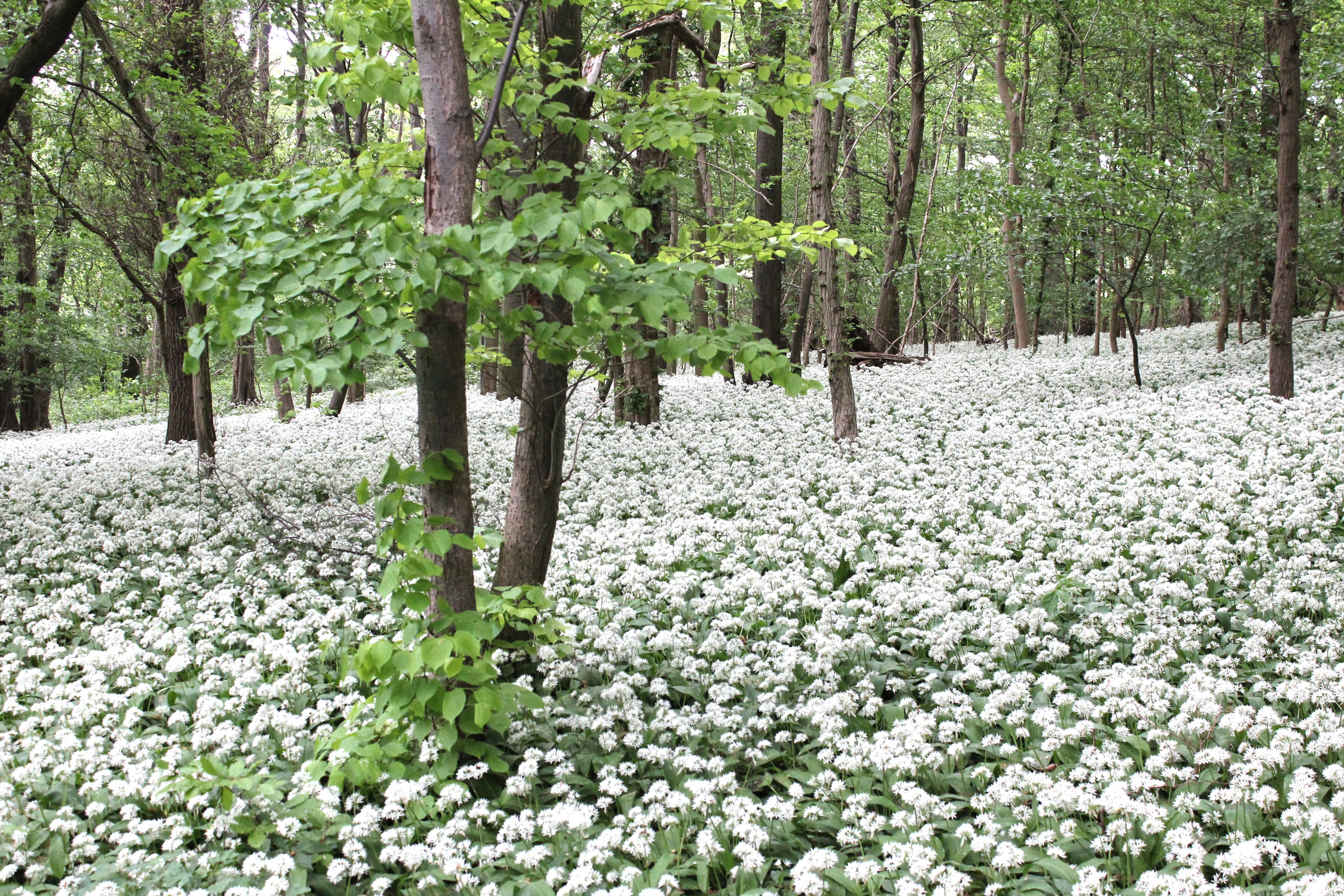
Masowo kwitnący czosnek w dolnosaksońskim grądzie

SiedliskoRośnie zwykle w wilgotnych i cienistych lasach liściastych, poza lasami zdarza się w obszarach o wysokich i regularnych opadach. Preferuje gleby przepuszczalne, próchniczne, świeże, gliniasto-piaszczyste i gliniaste, zarówno zasobne w wapń, jak i ubogie w jego związki. Odczyn gleb w miejscach występowania gatunku wynosi od 5,5 do 7,9 pH. Nie rośnie na glebach piaszczystych, ubogich i w miejscach, w których stagnuje woda. Często zasiedla stoki wzniesień i dolin ze względu na łatwe odprowadzanie z nich wody. Unika gleb z wysoką koncentracją glinu (pierwiastek ten w wyższych stężeniach blokuje rozwój korzeni czosnku). W warunkach bardzo silnego zacienienia rośliny rosną słabiej i nie zakwitają. Silne nasłonecznienie i susza z kolei powodują ich szybkie więdnięcie.
W typologii siedlisk leśnych uznawany jest za gatunek charakterystyczny dla siedlisk lasu wilgotnego (Lw), lasu wyżynnego wilgotnego (Lwyżw) i lasu górskiego wilgotnego (LGw), pozwalający na odróżnienie ich od odpowiednich lasów świeżych.
Na Wyspach Brytyjskich gatunek ten jest jednym z indykatorów starych lasów (ang. ancient forests).
FitosocjologiaW Polsce gatunek charakterystyczny dla rzędu (O.) Fagetalia, w Czechach dla podzwiązku Ulmenion. W Europie Środkowej, a także w Skandynawii, rośnie najczęściej w buczynach, zwłaszcza w żyznej buczynie niżowej, poza tym w niskich grądach, nadrzecznej olszynie górskiej i żyznej buczynie sudeckiej oraz w łęgach. W Europie Zachodniej podawany jest jako rosnący najczęściej w grądach z dębem szypułkowym Quercus robur i leszczyną Corylus avellana, w lasach z jesionem wyniosłym na głęboko próchnicznych i zasobnych glebach, a także łęgach z olszą czarną i zaroślach nadrzecznych. Niektóre źródła wskazują na niską wartość syntaksonomiczną czosnku niedźwiedziego i innych gatunków runa leśnego o podobnych wymaganiach ekologicznych tworzących grupę zwaną Corydalis. Rosną one bowiem w różnych zespołach leśnych, pod różnymi drzewostanami liściastymi, zawsze jednak wskazując na ich wariant bardzo żyzny i wilgotny, rozwijający się zwykle na glinach zasobnych w węglan wapnia (do grupy tej należą poza czosnkiem m.in. zawilec żółty, kokorycz pusta i pełna, złoć żółta i podagrycznik pospolity). Skrajnym przypadkiem może być stanowisko czosnku niedźwiedziego podawane ze stoków Zadniej Kopki w Tatrach Zachodnich, gdzie duże płaty tej rośliny stwierdzono wśród czystej, sztucznej kultury świerkowej, rosnącej wszakże na siedlisku po buku i jodle i wśród runa, typowego raczej dla żyznej buczyny karpackiej.

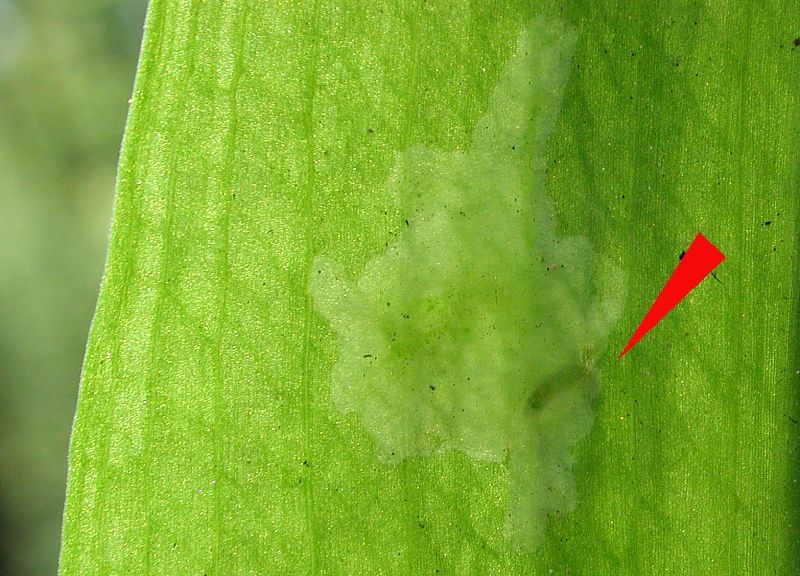
Larwa Cheilosia fasciata żerująca w liściu czosnku

Oddziaływanie międzygatunkoweCzosnek niedźwiedzi bywa zgryzany przez bydło, natomiast nie jest zgryzany przez dziko żyjącą zwierzynę. Z gatunkiem tym związane są nieliczne roślinożerne bezkręgowce – Cheilosia maculata i Cheilosia fasciata. Z powodu krótkodystansowego rozprzestrzeniania nasion i w pewnym stopniu też dzięki rozmnażaniu wegetatywnemu, gatunek tworzy często zwarte i zwykle niemal jednogatunkowe łany. Masowe występowanie czosnku niedźwiedziego, powodującego zakrywanie gleby do połowy lata, skutkuje eliminacją gatunków konkurencyjnych (niektóre gatunki towarzyszące, jak przytulia wonna, utrzymują się rozrastając się w takich miejscach przez pozostałą część sezonu wegetacyjnego). Podobnie, ograniczając rozwój gatunków konkurencyjnych, działają także związki fenolowe wytwarzane do gleby przez czosnek niedźwiedzi (allelopatia). Stwierdzono, że olejek eteryczny czosnku silnie powstrzymuje kiełkowanie innych roślin. Nie stwierdzono jednak oddziaływania allelopatycznego w odniesieniu do takich gatunków jak szczyr trwały i bluszczyk kurdybanek.
Na stanowiskach czosnku niedźwiedziego zarejestrowano bogaty rozwój mezofauny glebowej, w szczególności skoczogonków. Zwierzęta te korzystają wczesnym latem z wielkiej ilości materii organicznej po obumarciu pędów nadziemnych czosnku, przyczyniając się wraz z mikroorganizmami do ich szybkiej mineralizacji.
Z korzeni czosnku wyizolowano mykoryzowy grzyb Pythium ultimum.
Do patogenów rzadko rejestrowanych na tym gatunku należy Botrytis allii, powodujący żółknięcie liści i zamieranie cebul. Z kolei infekcja Botrytis globosa objawia się ciemnozielonymi, zapadniętymi i wodnistymi plamami na liściach. Udokumentowano także na tym gatunku Sclerotina globosa.

## Systematyka i zmienność
Gatunek należy w obrębie rodzaju Allium do podrodzaju Amerallium Traub, w którym wyodrębniany jest w monotypowej sekcji Arctoprasum Kirschl. Dawniej zaliczany był do sekcji Ophioscorodon (Wallr.) Endl. Do najbliższych krewnych należą przedstawiciele sekcji Molium (czosnek południowy Allium moly i Allium scorzonerifolium). Czosnek niedźwiedzi jest gatunkiem izolowanym, wyraźnie odrębnym od innych, w związku z tym też nie tworzy mieszańców.
W obrębie gatunku wyróżnia się dwa podgatunki:
- A. ursinum ssp. ursinum – podgatunek nominatywny o szorstkich, brodawkowatych szypułkach kwiatowych. Występuje w Europie Zachodniej i Środkowej[11].
- A. ursinum ssp. ucrainicum Kleopow et Oxner Sched. ad Herb. Fl. Reipubl. Sow. Ucr. 1:10, No. 37, 1935 (synonimy: Allium ucrainicum (Kleopow et Oxner) Bordzil. 1950, Allium ursinum var. ucrainicum (Kleopow et Oxner) Soó 1980) – rośliny o gładkich szypułkach kwiatowych. Występują w Europie Południowej[15] i Wschodniej[11].

W Europie Środkowej, w tym w Polsce, zasięgi obu podgatunków nakrywają się i występują na tym obszarze formy pośrednie. Podgatunki bywają też przemieszczane poza swój zasięg jako rośliny uprawne (np. ssp. ucrainicum podano z Niemiec). Granicę między zasięgiem podgatunku nominatywnego i ssp. ucrainicum w Polsce stanowi szeroki pas ciągnący się od opolskiego, poprzez Wyżynę Krakowsko-Częstochowską i Kielecką, po Puszczę Białowieską i Pojezierze Suwalskie, w którym występują formy pośrednie między podgatunkami.
Stwierdzono dużą zmienność cech morfologicznych wśród różnych ekotypów tego gatunku. Różnice dotyczą zwłaszcza: szerokości blaszki, długości ogonków liściowych i szypuły kwiatostanowej oraz liczby kwiatów w kwiatostanie.

## Nazewnictwo
Oryginalnie po polsku zwany trzemucha (Słownik języka polskiego z 1861 wydany w Wilnie) – podobnie jak w innych językach słowiańskich jest to pochodna rekonstruowanej formy: *čermъša. Jest znany także jako babczy czosnek (u Syreniusza 1540–1611), babny czosnek i psi czosnek.
Rodzajowa nazwa naukowa Allium to rzymska (łacińska) nazwa czosnku (też zapisywana jako alium). Jej pochodzenie wiązane jest z łacińskim słowem halo (=mocno pachnę). Nazwa gatunkowa znaczy „niedźwiedzi” od łacińskiego ursus (=niedźwiedź).

## Zagrożenia i ochrona

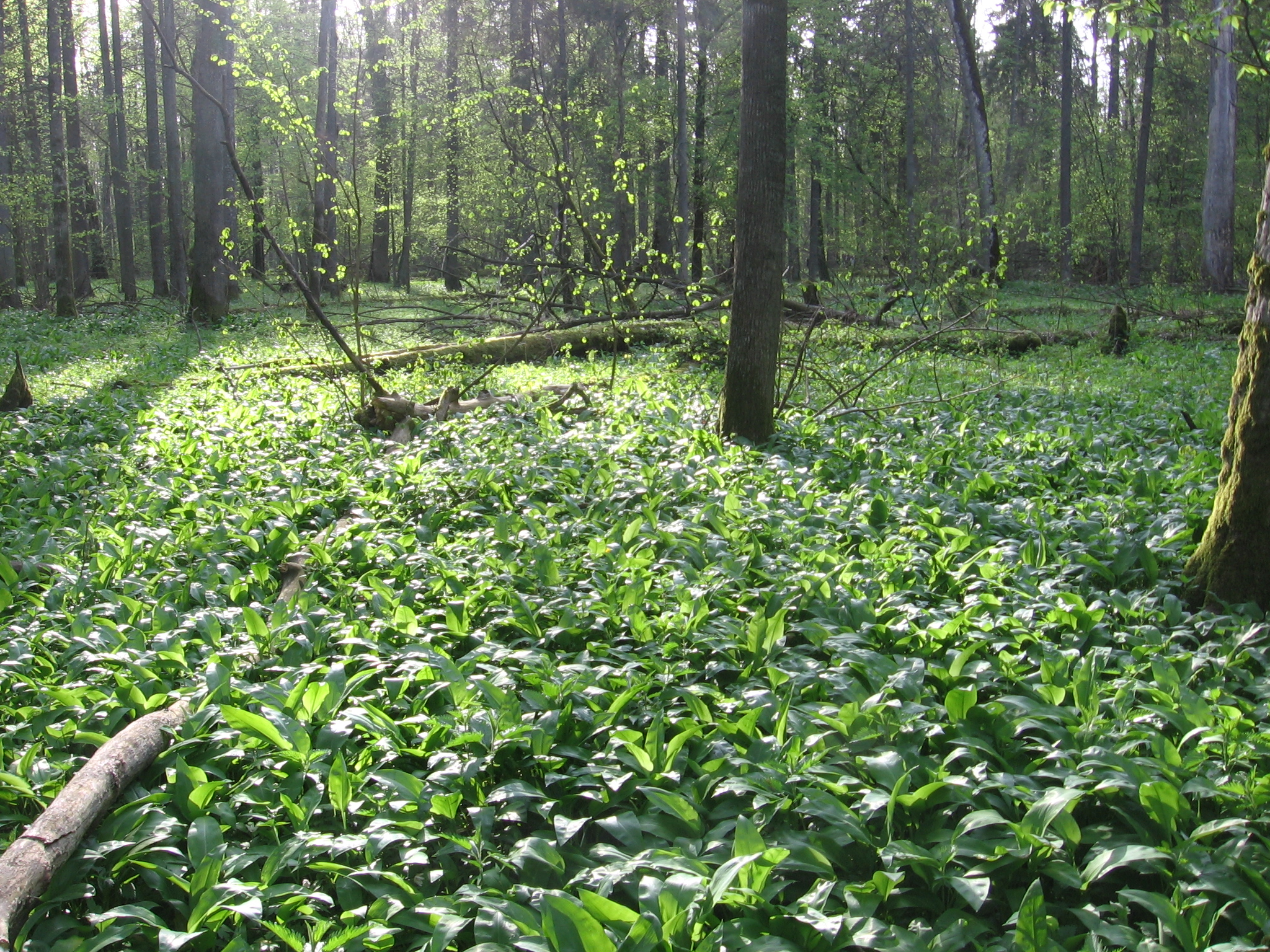
Czosnek niedźwiedzi w Puszczy Białowieskiej

Gatunek wymieniany jest w czerwonych księgach roślin zagrożonych w Europie Wschodniej: Estonii, Łotwy, Litwy, Białorusi, Ukrainy oraz w licznych obwodach i republikach zachodniej i południowej Rosji.
W Polsce od 2004 r. objęty jest częściową ochroną gatunkową. Uznawany jest za gatunek ustępujący. Umieszczony został na Czerwonej liście roślin i grzybów Polski (2006), jako narażony na izolowanych stanowiskach (kategoria zagrożenia [V]). W 2016 roku w kolejnej wersji czerwonej listy gatunek nie został uznany za spełniający kryteria zagrożenia IUCN. Za główne zagrożenia dla gatunku uznawane są: nieprawidłowa gospodarka leśna – przebudowa lasów mieszanych na monokulturowe lasy iglaste oraz niszczenie jego siedlisk w lasach łęgowych podczas regulacji rzek. Liczne stanowiska są chronione na obszarach górskich parków narodowych i rezerwatów przyrody.
Według Rozporządzenia Ministra Środowiska 9 października 2014 r. „W sprawie ochrony gatunkowej roślin”, czosnek niedźwiedzi jest zaliczany do gatunków roślin objętych ochroną częściową, które mogą być pozyskiwane. Sposobem jego pozyskiwania jest „Zbiór ręczny z licznych populacji, wyłącznie na obszarze województw: śląskiego, małopolskiego i podkarpackiego. Należy zostawić nie mniej niż 75% populacji. Nie należy uszkadzać części podziemnych”. Pozyskiwać mogą jednak tylko podmioty, które uzyskały zezwolenie regionalnego dyrektora ochrony środowiska.

## Zastosowanie

### Historia
Czosnek niedźwiedzi wchodził do diety społeczności łowiecko-zbierackich i znajdowany był w osadach mezolitycznych. Spożywali go Celtowie i starożytni rzymianie. Znalazł się wśród czterech różnych gatunków czosnku wspomnianych przez Dioskurydesa, opisany jako roślina o właściwościach odtruwających. Był rośliną użytkową dla wczesnośredniowiecznych Słowian, o czym świadczyć ma znajdowanie go często na ich grodziskach. Karol Wielki wymienił czosnek niedźwiedzi w swoim Capitulare de Villis imperialibis. Gatunek wzmiankowany jest przez Hieronymusa Bocka, a Johannes Lonicerus przypisywał mu większe walory niżeli czosnkowi pospolitemu.

### Roślina lecznicza
Surowiec zielarskiZiele i liście czosku niedźwiedziego Allii ursini herba/folium.
Zbiór i przechowywanieDo celów ziołolecznictwa zbiera się liście lub całe ziele w kwietniu i maju, a cebule we wrześniu i październiku. Surowiec pozyskuje się zwykle z natury. Jeśli ma być stosowany do pobudzenia procesów trawiennych, to najlepiej jest go zebrać na początku pory kwitnienia.
DziałanieCzosnek niedźwiedzi ma podobne własności lecznicze jak czosnek pospolity i inne gatunki czosnków. Tradycyjnie wykorzystywany był leczniczo jako ziele przeciwszkorbutowe, poprawiające trawienie, przeciwbakteryjne, usuwające toksyny i zapobiegające chorobom układu sercowo-naczyniowego. Stosowano go także przy dolegliwościach układu oddechowego, przy przeziębieniach, zewnętrznie do leczenia ran, przewlekłych chorób skóry i do łagodzenia bóli reumatycznych. Przypisuje mu się silne działanie bakteriobójcze, obniżające ciśnienie krwi, korzystne działanie na serce, zapobieganie nowotworom złośliwym, miażdżycy, pobudzanie wydzielania soku żołądkowego i żółci. Jego silne działanie bakteriobójcze ma być szczególnie przydatne przy leczeniu chorób górnych dróg oddechowych, przy tym dodatkowo oprócz zabijania bakterii czosnek pobudza wydzielanie śluzu w oskrzelach. Stosowany jest także przy rzęsistkowicy.
Badania farmakologiczne potwierdzają działanie przeciwzakrzepowe wyciągów z czosnku niedźwiedziego. Związkiem aktywnym odpowiedzialnym za to działanie uznaje się 1,2-di-O-α-linolenoilo-3-O-β-D-galaktozylo-sn-glicerol (dlGG) oraz glukopiranozyd β-sitosterolu. Wpływ na agregację płytek krwi mają także flawonoidy zawarte w tej roślinie. W eksperymentach na szczurach wykazano także, że dieta wzbogacona liśćmi czosnku niedźwiedziego spowodowała znaczące zahamowanie aktywności enzymu przekształcającego (ACE) angiotensynę, działającą naczynioskurczowo i podwyższającą ciśnienie krwi. Efekt był lepszy niż w przypadku diety z taką samą ilością czosnku pospolitego. Podobnie korzystne efekty uzyskano w odniesieniu do obszarów niedokrwiennych oraz arytmii spowodowanych niedokrwieniem i reperfuzją. W badaniach in vitro wykazano także działanie obniżające aktywność biosyntezy cholesterolu.
Badania in vitro potwierdzają także działanie przeciwbakteryjne i przeciwgrzybowe alkoholowych ekstraktów czosnku niedźwiedziego. Ograniczają one wzrost takich bakterii jak: Staphylococcus aureus, Bacillus subtilis, Escherichia coli, Proteus mirabilis, Salmonella enteritidis, i grzybów: Cladosporium sp., Aspergillus niger, Rhizopus nigricans, Geotrichum candidum, Penicillium expansum, Candida lipolytica, Mycoderma, Saccharomycopsis fibuligera. Ekstrakty wodne wykazywały takie działanie w mniejszym stopniu. Za działanie antygrzybiczne odpowiadać ma głównie, choć nie wyłącznie, allicyna. Skutki przeciwbakteryjne spadają w przypadku przechowywania ekstraktu w wyższym pH i temperaturze wyższej niż 4 °C. Wskazuje się także na skuteczność soku z cebuli czosnku niedźwiedziego w zwalczaniu nicieni Rhabditis sp., larw Nippostrongylus brasiliensis i ograniczaniu rozwoju jaj glisty świńskiej Ascaris suum.
Różne części roślin zawierają związki znane z działań antyoksydacyjnych – flawonoidy i karotenoidy. Przeciwoksydacyjnie działają także enzymy katalazy, peroksydazy i dysmutazy ponadtlenkowej. Prowadzone są także badania nad cytotoksycznością różnych ekstraktów z czosnku niedźwiedziego nad szeregiem różnych linii komórek nowotworowych, potwierdzające działanie hamujące ich podziały.
Badania farmakologiczne czosnku niedźwiedziego są znacznie mniej liczne niż czosnku pospolitego i trwają w zasadzie dopiero od lat 90. XX wieku. Duża aktywność biologiczna tego gatunku powoduje, że jest uznawany za bardzo wartościowy i perspektywiczny materiał do produkcji wyrobów medycznych. Problem stanowi jednak trudność w pozyskaniu jednorodnego, standardowego materiału roślinnego ze względu na zmienność składu chemicznego roślin, wiązaną z reakcjami na zmienne warunki rozwoju i stadium rozwoju poszczególnych roślin.
DawkowanieZe względu na postępującą utratę połączeń siarkowych po zbiorze ziela i mniejszą zawartość substancji czynnych niż w przypadku czosnku pospolitego, dawkować należy go w celach leczniczych w większych ilościach. Z drugiej strony jest też w związku z tym bezpieczniejszy – działania niepożądane są mało prawdopodobne.
Medycyna weterynaryjnaSok z czosnku niedźwiedziego stosowany jest w leczeniu babeszjozy krów.
Przeciwwskazania i ryzyko zatruciaCzosnek niedźwiedzi jest uznawany generalnie za roślinę bezpieczną. Są jednak doniesienia o hemolitycznej anemii u zwierząt domowych karmionych tym gatunkiem, która tłumaczona jest działaniem siarczku dialilu toksycznego dla erytrocytów. W zależności od wyjątkowo i jednostkowo występującej wrażliwości działanie toksyczne i uczulające nie mogą być wykluczone w przypadku ludzi. Istnieje także ryzyko zatruć gatunkami trującymi o liściach podobnych morfologicznie (mimo braku charakterystycznego aromatu czosnkowego): konwalią majową, zimowitem jesiennym, ciemiężycą białą, obrazkami plamistymi oraz tulipanami. Udokumentowano przypadki takich zatruć.

### Roślina jadalna

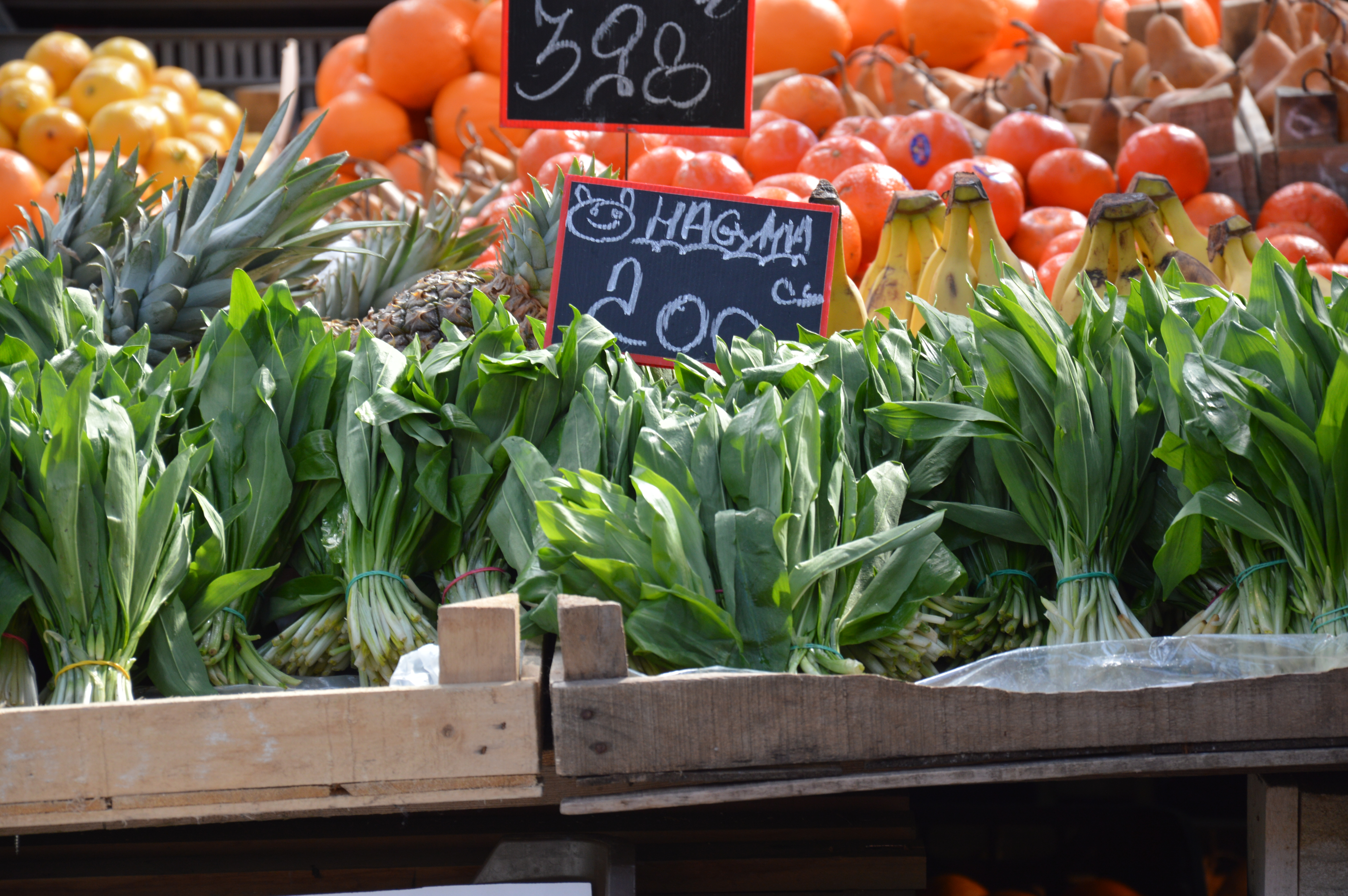
Liście czosnku sprzedawane na straganie. Budapeszt, Węgry

Wszystkie części rośliny są jadalne o charakterystycznym, czosnkowym smaku. Smak jest najsilniejszy w przypadku roślin świeżych, aromat roślin ugotowanych lub zasuszonych nieco słabnie.
Spożywane są zwykle liście, ale jadalne są także organy podziemne, kwiaty i owoce. Kwiaty są ostrzejsze w smaku od liści (jeszcze bardziej ostry smak mają owoce), w niewielkich ilościach stanowią bardzo dekoracyjny dodatek wyostrzający smak sałatek. Liście czosnku najlepiej zbierać przed kwitnieniem (w marcu i kwietniu) – są wówczas delikatniejsze, później stają się nieco łykowate. Mogą być spożywane surowe lub po ugotowaniu, także jako pesto. Dodawane są do zup, gnocchi, risotto, ravioli, serów żółtych i twarogów, także używanych jako smarowidło do pieczywa. Liście i kwiaty dodawane są do sałatek i kanapek, a cebula czosnku niedźwiedziego stosowana może być analogicznie jak ząbki czosnku pospolitego. W dietach odchudzających stosuje się sok z tego czosnku. Cebule mogą być pozyskiwane do spożycia niemal przez cały rok, a przechowywać je można do 6 miesięcy. Liście przechowywane mogą być jako warzywo kiszone, solone lub w oleju.
Gatunek ten stosowany jest w kuchni wielu krajów, w całym obszarze występowania. Szeroko rozpowszechniony jest sposób przygotowania zup z dodatkiem liści czosnku niedźwiedziego. Roślina jest popularna zwłaszcza w Rosji, Ukrainie, Gruzji i Armenii. W XIX wieku w Szwajcarii wyrabiano masło z mleka krów karmionych czosnkiem niedźwiedzim, co powodowało, że miało ono czosnkowy posmak. W Kornwalii jedna z odmian sera Cornish Yarg (Wild Garlic Yarg Cornish Cheese) powstaje w wyniku owinięcia sera liśćmi czosnku niedźwiedziego, przez co wyrób zyskuje specyficzny aromat (niepodobny do czosnkowego) i kremową konsystencję. W Niemczech spożywa się poszatkowane, osolone liście czosnku zalane oliwą. W Eberbach obchodzony jest festiwal o nazwie Bärlauchtage (Dni czosnku niedźwiedziego).

### Roślina ozdobna
Czosnek niedźwiedzi uprawiany jest jako roślina ozdobna dla efektownych liści i białych kwiatów rozwijających się wiosną. Nadaje się do wysiewania na rabatach i jako roślina okrywowa. Najlepszy efekt daje uprawa w miejscach wilgotnych pod drzewami i w zaroślach, w sąsiedztwie innych wiosennych roślin cebulowych, zawilców, miodunek itp. Kwiatostany mogą być stosowane jako kwiaty cięte. Ze względu na łatwość mnożenia i szybki wzrost gatunek ma znaczenie produkcyjne.

### Inne zastosowania
Roślina wykorzystywana bywa jako repelent przeciw owadom.
Fitoncydy czosnku niedźwiedziego hamują rozwój chorób roślin – mączniaka prawdziwego winorośli i zarazy ziemniaka. Wstrzymują też kiełkowanie bulw ziemniaka, sprzyjając przy tym zachowaniu w dobrej zdrowotności pąków i młodych pędów.
Czosnek niedźwiedzi należy do najważniejszych roślin miododajnych w lasach liściastych. Dzienna produkcja nektaru w jednym kwiecie tego gatunku wynosi od 0,1 do 3,8 µl i zawiera on od 25 do 50% cukrów.
Ze względu na powstawanie w roślinach tego gatunku oryginalnych flawonoidów, stanowi on przedmiot zainteresowania inżynierii genetycznej. Za pożądane uznaje się wykorzystanie genów tego gatunku w tworzeniu zmodyfikowanych genetycznie, wzbogaconych biochemicznie odmian uprawnych czosnku pospolitego.

## Uprawa
Czosnek niedźwiedzi uprawiany w odpowiednich warunkach może stać się rośliną bardzo ekspansywną – porasta zwartym łanem rozległe przestrzenie ograniczając wzrost innych roślin wiosennych. Nie przeszkadza natomiast we wzroście wielu roślin wieloletnich – w ogrodzie uprawiany może być razem z różami, marchwią, burakami. Nie należy natomiast tego czosnku sadzić m.in. w pobliżu roślin motylkowatych (wzajemnie ograniczają sobie wzrost) i sałaty.
RozmnażanieWysiewa się nasiona bezpośrednio po ich dojrzeniu na miejscu docelowym lub w zimnym inspekcie. W drugim przypadku na miejsce docelowe zaleca się sadzenie cebul wykopanych późnym latem następnego roku po skiełkowaniu roślin. Można też pozyskać latem cebule z roślin dojrzałych, po obumarciu części nadziemnych roślin. Cebule na miejscu docelowym sadzić należy dość głęboko.
WymaganiaW odróżnieniu od większości gatunków czosnków może rosnąć w miejscu częściowo zacienionym. Najlepiej rośnie w warunkach leśnych. Wymaga żyznej, próchnicznej i przepuszczalnej gleby. Jest rośliną mrozoodporną, wrażliwą jednak na suszę i nadmiar wilgoci w glebie.

## Obecność w kulturze
Czosnek niedźwiedzi jest tematem dialogu w drugim akcie „Trzech sióstr” Antona Czechowa.
Gatunek przedstawiony został na znaczkach pocztowych w Szwajcarii i na Łotwie.